# Tori-Cada
Tori-Cada è un arrondissement del Benin situato nella città di Tori-Bossito (dipartimento dell'Atlantico) con 14.631 abitanti (dato 2006).